# 186a Brigada Mixta (Exèrcit Popular de la República)
La 186a Brigada Mixta, originalment creada com la 13a Brigada asturiana, va ser una de les Brigades mixtes creades per l'Exèrcit Popular de la República per a la defensa de la Segona República Espanyola.

## Historial
La unitat va ser creada a mitjan març de 1937 a partir de les forces republicanes que cobrien el sector de la Pola de Gordón, quedant al comandament del major de milícies Dositeo Rodríguez Vázquez. La 13a Brigada asturiana, que va quedar integrada en la 6a Divisió asturiana, va passar a cobrir el Port de Pajares.
El 6 d'agost la brigada va ser reorganitzada i canviada de nom com a «186a Brigada Mixta», quedant assignada a la 58a Divisió del XVI Cos d'Exèrcit; el comandament va recaure en el major de milícies José Recalde Vela. No va arribar a intervenir en la batalla de Santander. Amb posterioritat, després del començament de l'ofensiva d'Astúries, la 186a BM va quedar agregada a la Divisió «C», a Mieres; Recalde va passar a manar la nova divisió, cedint el comandament al major de milícies Benito Reola Hermosilla.
La 186a BM va tornar a les seves posicions originals dels ports de muntanya, passant a cobrir el Port de Los Pinos, les Peñas de Robledo, el Collazo de Cubillas i l'Alt de Castro. Per al 5 d'octubre la unitat s'havia retirat a la línia defensiva formada per les posicions de «La Cigacha», «Pico Férreo», «Cirvanal», «Negrón», «Las Rubias» y «Pajares»; els posteriors moviments de les forces franquistes manades pel general Antonio Aranda Mata van estar a punt d'envoltar-la, per la qual cosa es va veure obligada a retirar-se cap a la ciutat portuària de Gijón, on es va autodissoldre.

## Comandaments
- Major de milícies Dositeo Rodríguez Vázquez;
- Major de milícies José Recalde Vela;[2]
- Major de milícies Benito Reola Hermosilla;[3]